# Siersthal
Siersthal [siʁstal] est une commune française située dans le département de la Moselle, en Lorraine, dans la région administrative Grand Est. Le village fait partie du pays de Bitche et du bassin de vie de la Moselle-Est.

## Géographie

### Localisation
Se succédant le long de la Schwalb, le village de Siersthal et ses écarts Frohmühl et Holbach sont situés en pays couvert, dans la zone où la forêt est largement trouée par les essartages.

### Géologie et relief
Le confluent de la Schwalbbach et du Schwangerbach a favorisé l'implantation du village, aujourd'hui niché au cœur des forêts qui ont envahi les versants. Comme dans le village voisin de Lambach, le paysage a connu au cours des quarante dernières années une profonde mutation, la culture et les prairies ayant laissé la place aux feuillus.
La commune se compose de 40,53 hectares de territoires artificialisés (5,73 %), 484,85 hectares de territoires agricoles (68,58 %) et 181,78 hectares de forêts et milieux semi-naturels (25,71 %).
Espaces naturels :
- Un espace protégé hors Natura 2000 :

Réserve de Biosphère, zone tampon,
Réserve de Biosphère, zone de transition,
Parc naturel régional.
- Trois zones naturelles d'intérêt écologique, faunistique et floristique (Znieff) :

Forêts spontanées des Vosges du Nord,
Vallée de la Schwangerbach à Siersthal,
Vallée du Grosethal à Siersthal.
Commune membre du parc naturel régional des Vosges du Nord.
Géologie : Carte géologique ; Coupes géologiques et techniques

### Sismicité
Commune située dans une zone de sismicité 2 faible.

### Hydrographie et les eaux souterraines
La commune est située dans le bassin versant du Rhin au sein du bassin Rhin-Meuse. Elle est drainée par le Schwalbach, le ruisseau Schwangerbach, le ruisseau du Grossthal, le ruisseau du Kleinthal, le ruisseau Flegels et le ruisseau le Steschbach.
Le Schwalbach, d'une longueur totale de 23,4 km en France, prend sa source dans la commune de Lemberg traverse onze communes françaises puis, au-delà de Schweyen, poursuit son cours en Allemagne où elle se jette dans la Horn.

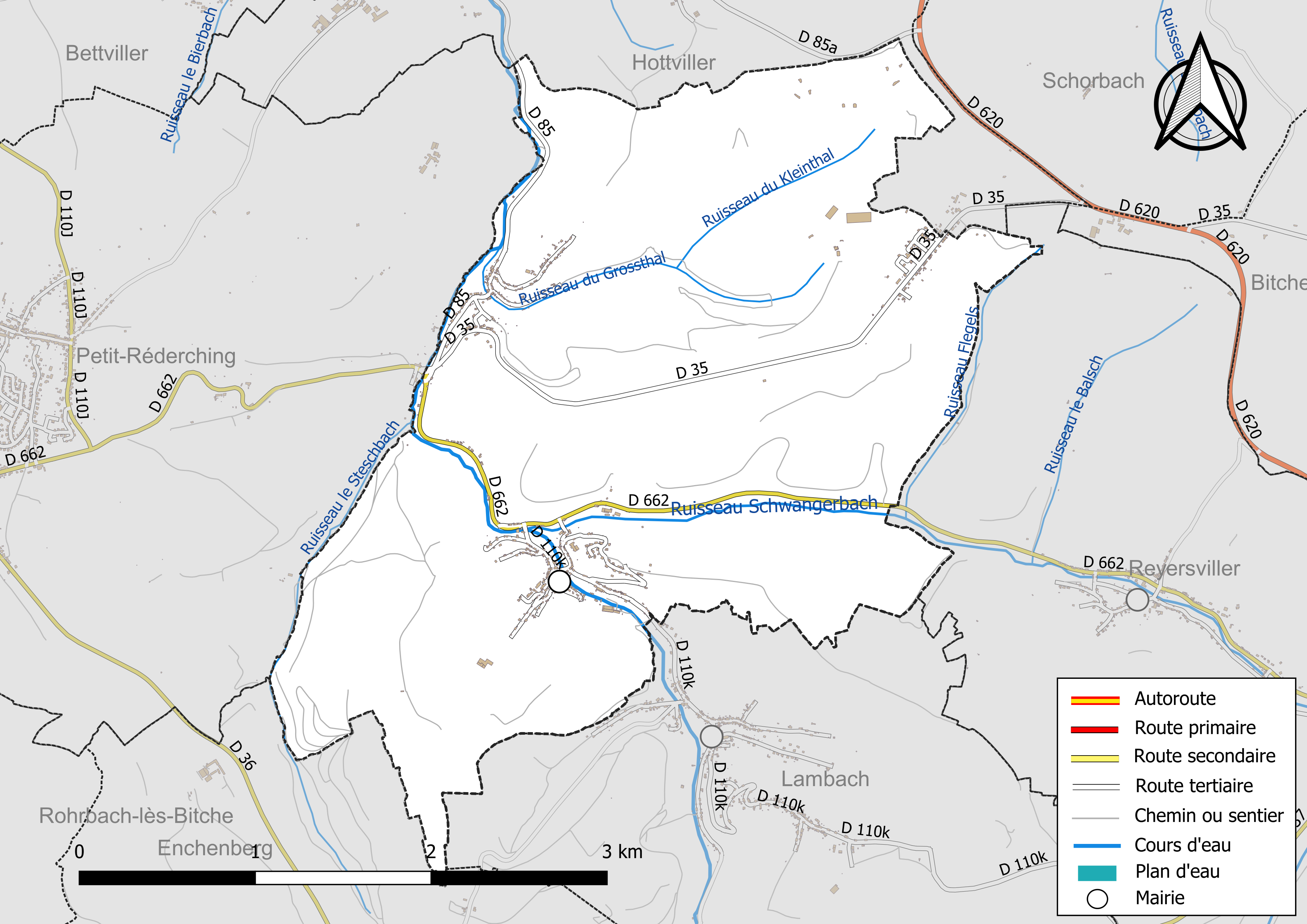
Réseaux hydrographique et routier de Siersthal.

La qualité des eaux des principaux cours d’eau de la commune, notamment du Schwalbach, peut être consultée sur un site dédié géré par les agences de l’eau et l’Agence française pour la biodiversité.

## Écarts et lieux-dits
- Frohmühl
- Holbach
- le Légeret

### Climat
Pour des articles plus généraux, voir Climat du Grand Est et Climat de la Moselle.
En 2010, le climat de la commune est de type climat des marges montargnardes, selon une étude du Centre national de la recherche scientifique s'appuyant sur une série de données couvrant la période 1971-2000. En 2020, Météo-France publie une typologie des climats de la France métropolitaine dans laquelle la commune est exposée à un climat semi-continental et est dans la région climatique  Vosges, caractérisée par une pluviométrie très élevée (1 500 à 2 000 mm/an) en toutes saisons et un hiver rude (moins de 1 °C). 
Pour la période 1971-2000, la température annuelle moyenne est de 9,7 °C, avec une amplitude thermique annuelle de 17 °C. Le cumul annuel moyen de précipitations est de 859 mm, avec 12,5 jours de précipitations en janvier et 9,7 jours en juillet. Pour la période 1991-2020, la température moyenne annuelle observée sur la station météorologique de Météo-France la plus proche, « Volmunster », sur la commune de Volmunster à 9 km à vol d'oiseau, est de 10,2 °C et le cumul annuel moyen de précipitations est de 760,1 mm. 
La température maximale relevée sur cette station est de 37,6 °C, atteinte le 25 juillet 2019 ; la température minimale est de −18,6 °C, atteinte le 24 décembre 2001,,. 
Les paramètres climatiques de la commune ont été estimés pour le milieu du siècle (2041-2070) selon différents scénarios d'émission de gaz à effet de serre à partir des nouvelles projections climatiques de référence DRIAS-2020. Ils sont consultables sur un site dédié publié par Météo-France en novembre 2022.

## Urbanisme

### Typologie
Au 1er janvier 2024, Siersthal est catégorisée commune rurale à habitat dispersé, selon la nouvelle grille communale de densité à sept niveaux définie par l'Insee en 2022.
Elle est située hors unité urbaine. Par ailleurs la commune fait partie de l'aire d'attraction de Bitche, dont elle est une commune de la couronne,. Cette aire, qui regroupe 10 communes, est catégorisée dans les aires de moins de 50 000 habitants,.

### Occupation des sols
L'occupation des sols de la commune, telle qu'elle ressort de la base de données européenne d’occupation biophysique des sols Corine Land Cover (CLC), est marquée par l'importance des forêts et milieux semi-naturels (71 % en 2018), une proportion sensiblement équivalente à celle de 1990 (70,9 %). La répartition détaillée en 2018 est la suivante : 
forêts (71 %), zones agricoles hétérogènes (20,4 %), zones urbanisées (4,8 %), prairies (3,8 %). L'évolution de l’occupation des sols de la commune et de ses infrastructures peut être observée sur les différentes représentations cartographiques du territoire : la carte de Cassini (XVIIIe siècle), la carte d'état-major (1820-1866) et les cartes ou photos aériennes de l'IGN pour la période actuelle (1950 à aujourd'hui).

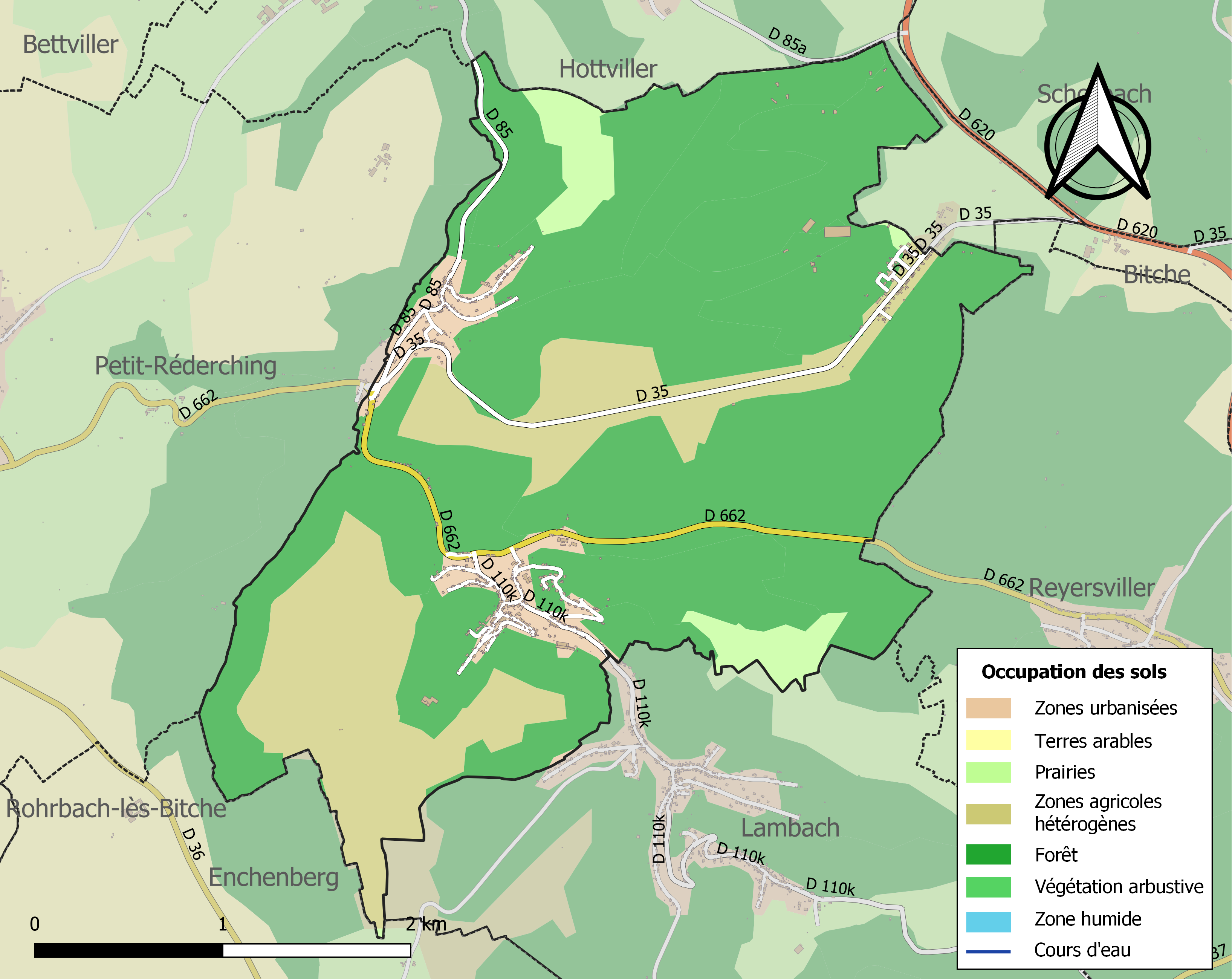
Carte des infrastructures et de l'occupation des sols de la commune en 2018 (CLC).

### Voies de communications et transports

#### Voies routières
- A4, aussi appelée autoroute de l’Est. Échangeurs Sarre-Union, Sarreguemines.

#### Transports en commun

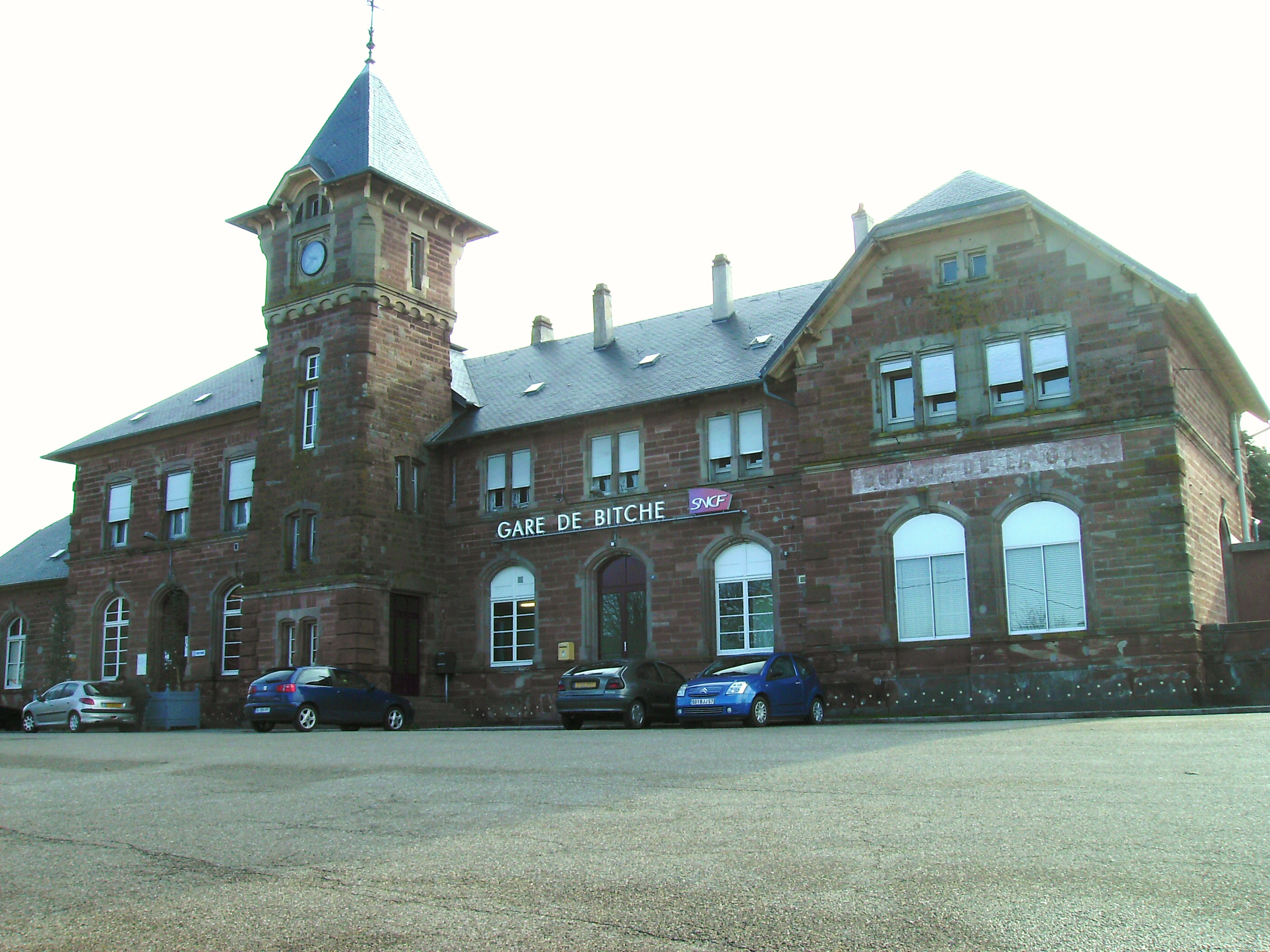
Gare de Bitche.

- Fluo Grand Est.

#### Lignes SNCF
- Gare de Bitche à 9,9 km,
- Gare de Wingen-sur-Moder.

## Toponymie
- Sigersthal (1356), Sitelstat/Sigelstat/Sigestal/Seierstal (1544), Sigersstal (1594), Syersdhal (1681), Siristhall (XVIIIe siècle), Sirstal (1751), Sirysthal (1756), Sigestal et Sierstal (1762), Sirsthal (1763), Siersthal (1771).
- En francique lorrain : Siirschel[23].

## Histoire
Siersthal est mentionné en 1356 sous la forme Sigersthal, du nom d'homme germanique Sigiher et du substantif Thal, de l'allemand Tal, la vallée. Au début du XVIe siècle, une verrerie est fondée à Holbach par le comte Jacques de Deux-Ponts-Bitche. Abandonnée en 1585, elle est relayée l'année suivante par la verrerie de Münzthal, berceau de la verrerie de Saint-Louis-lès-Bitche.
Du point de vue spirituel, Siersthal est paroisse de l'archiprêtré de Hornbach jusqu'en 1802 avec quatre succursales, puis est passé dans celui de Rohrbach-lès-Bitche. Du point de vue administratif, le village est commune de l'éphémère canton de Lemberg de 1790 à 1802 puis entre dans celui de Bitche.
C'est à Siersthal, tout près de l'église, que dans les années 1770, le Père Dominique Lacombe, ami du Père Jean-Marie Moÿe, fonde une école de formation pour les religieuses enseignantes de la Providence de Saint-Jean-de-Bassel. À deux kilomètres de là, sur le Wasenberg dominant Holbach, la chapelle Notre-Dame-de-Fatima, constitue de nos jours un haut-lieu spirituel du Bitscherland, but d'un important pèlerinage marial.
L'ouvrage du Simserhof, ouvrage fortifié de la ligne Maginot, a été bâti entre 1929 à 1938.

## Politique et administration
| Période                                  | Période | Identité     | Étiquette | Qualité            |
| ---------------------------------------- | ------- | ------------ | --------- | ------------------ |
| Les données manquantes sont à compléter. |         |              |           |                    |
| mars 1995                                |         | Daniel Zintz | UMP       | conseiller général |

### Budget et fiscalité 2022
En 2022, le budget de la commune était constitué ainsi :
- total des produits de fonctionnement : 581 000 €, soit 888 € par habitant ;
- total des charges de fonctionnement : 466 000 €, soit 713 € par habitant ;
- total des ressources d'investissement : 352 000 €, soit 539 € par habitant ;
- total des emplois d'investissement : 123 000 €, soit 188 € par habitant ;
- endettement : 455 000 €, soit 687 € par habitant.

Avec les taux de fiscalité suivants :
- taxe d'habitation : 18,06 % ;
- taxe foncière sur les propriétés bâties : 35,27 % ;
- taxe foncière sur les propriétés non bâties : 79,93 % ;
- taxe additionnelle à la taxe foncière sur les propriétés non bâties : 0,00 % ;
- cotisation foncière des entreprises : 0,00 %.

Chiffres clés Revenus et pauvreté des ménages en 2020 : médiane en 2020 du revenu disponible, par unité de consommation : 22 410 €.

## Population et société

### Démographie

#### Évolution démographique
L'évolution du nombre d'habitants est connue à travers les recensements de la population effectués dans la commune depuis 1793. Pour les communes de moins de 10 000 habitants, une enquête de recensement portant sur toute la population est réalisée tous les cinq ans, les populations de référence des années intermédiaires étant quant à elles estimées par interpolation ou extrapolation. Pour la commune, le premier recensement exhaustif entrant dans le cadre du nouveau dispositif a été réalisé en 2005.

En 2022, la commune comptait 644 habitants, en évolution de −3,74 % par rapport à 2016 (Moselle : +0,52 %, France hors Mayotte : +2,11 %).
| 1793 | 1800 | 1806 | 1821 | 1836  | 1841  | 1861 | 1866  | 1871  |
| ---- | ---- | ---- | ---- | ----- | ----- | ---- | ----- | ----- |
| 368  | 434  | 479  | 735  | 1 101 | 1 025 | 990  | 1 039 | 1 077 |

| 1875  | 1880 | 1885 | 1890 | 1895 | 1900 | 1905 | 1910 | 1921 |
| ----- | ---- | ---- | ---- | ---- | ---- | ---- | ---- | ---- |
| 1 008 | 911  | 897  | 848  | 808  | 803  | 833  | 857  | 880  |

| 1926 | 1931 | 1936 | 1946 | 1954 | 1962 | 1968 | 1975 | 1982 |
| ---- | ---- | ---- | ---- | ---- | ---- | ---- | ---- | ---- |
| 800  | 770  | 759  | 606  | 614  | 578  | 591  | 592  | 656  |

| 1990 | 1999 | 2005 | 2006 | 2010 | 2015 | 2020 | 2022 | - |
| ---- | ---- | ---- | ---- | ---- | ---- | ---- | ---- | - |
| 673  | 694  | 663  | 659  | 632  | 671  | 639  | 644  | - |

### Enseignement
Établissements d'enseignements :
- Écoles maternelles et primaires.
- Collèges à Bitche, Rohrbach-lès-Bitche, Lemberg, Wingen-sur-Moder, Diemeringen.
- Lycées à Bitche, Éguelshardt.

### Santé
Professionnels et établissements de santé :
- Médecins à Enchenberg, Petit-Réderching, Lemberg, Montbronn.
- Pharmacies à Lemberg, Goetzenbruck, Montbronn, Rohrbach-lès-Bitche.
- Hôpitaux à Bitche, Ingwiller, Sarre-Union.

### Cultes
- Culte catholique, Communauté de Paroisses Saint-Bernard de Bitche[35], Diocèse de Metz.

## Économie

### Entreprises et commerces

#### Agriculture
- Culture de céréales, de légumineuses et de graines oléagineuses.
- Culture et élevage associés.
- Élevage d'autres bovins et de buffles.
- Élevage d'autres animaux

#### Tourisme
- Hébergement à Siersthal, Petit-Réderching, Hottviller, Reyersvillers, Lemberg, Bitche.
- Restauration à Bitche, Lambach.

#### Commerces
- Commerces et services de proximité.

## Culture locale et patrimoine

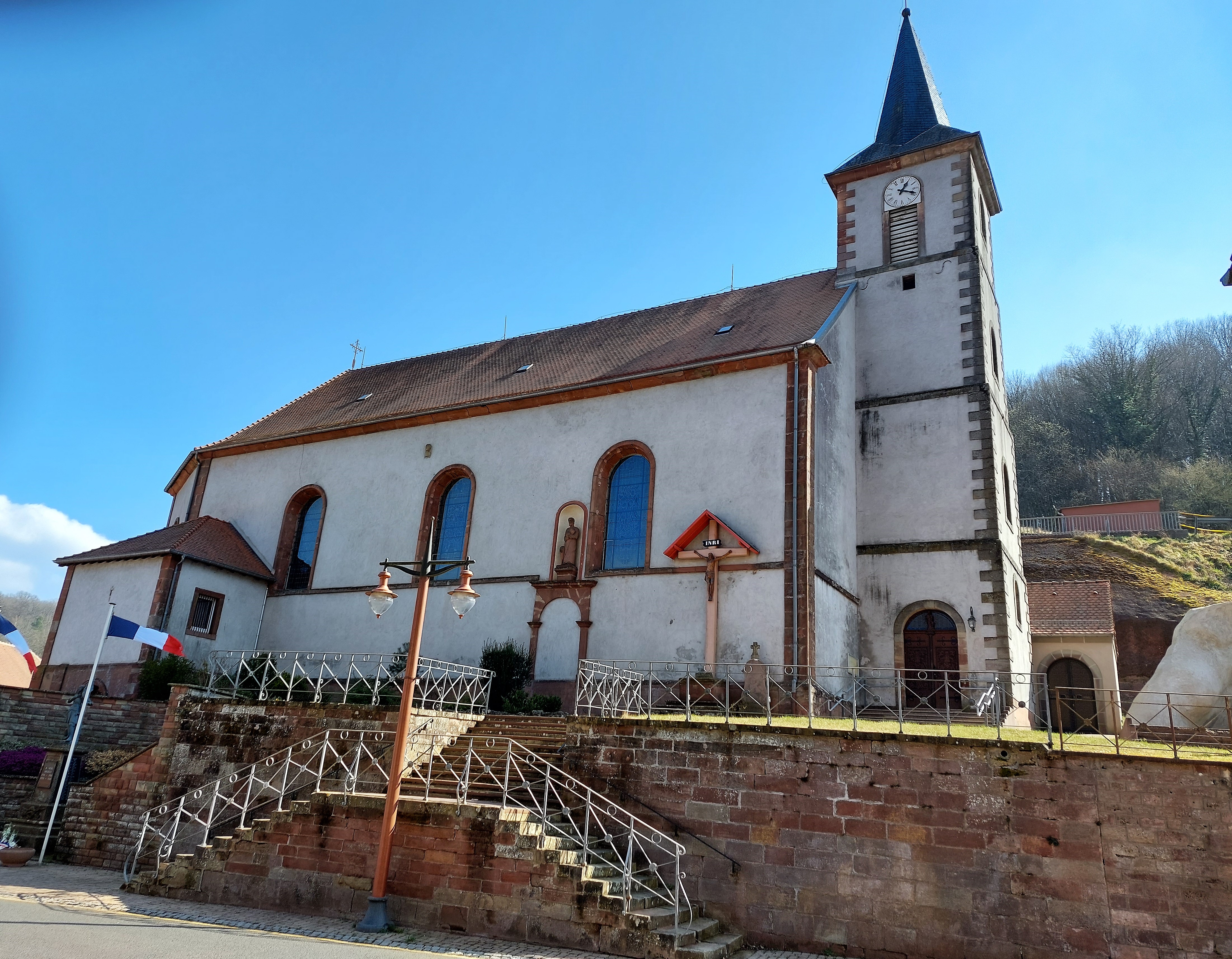
Église Saint-Marc.
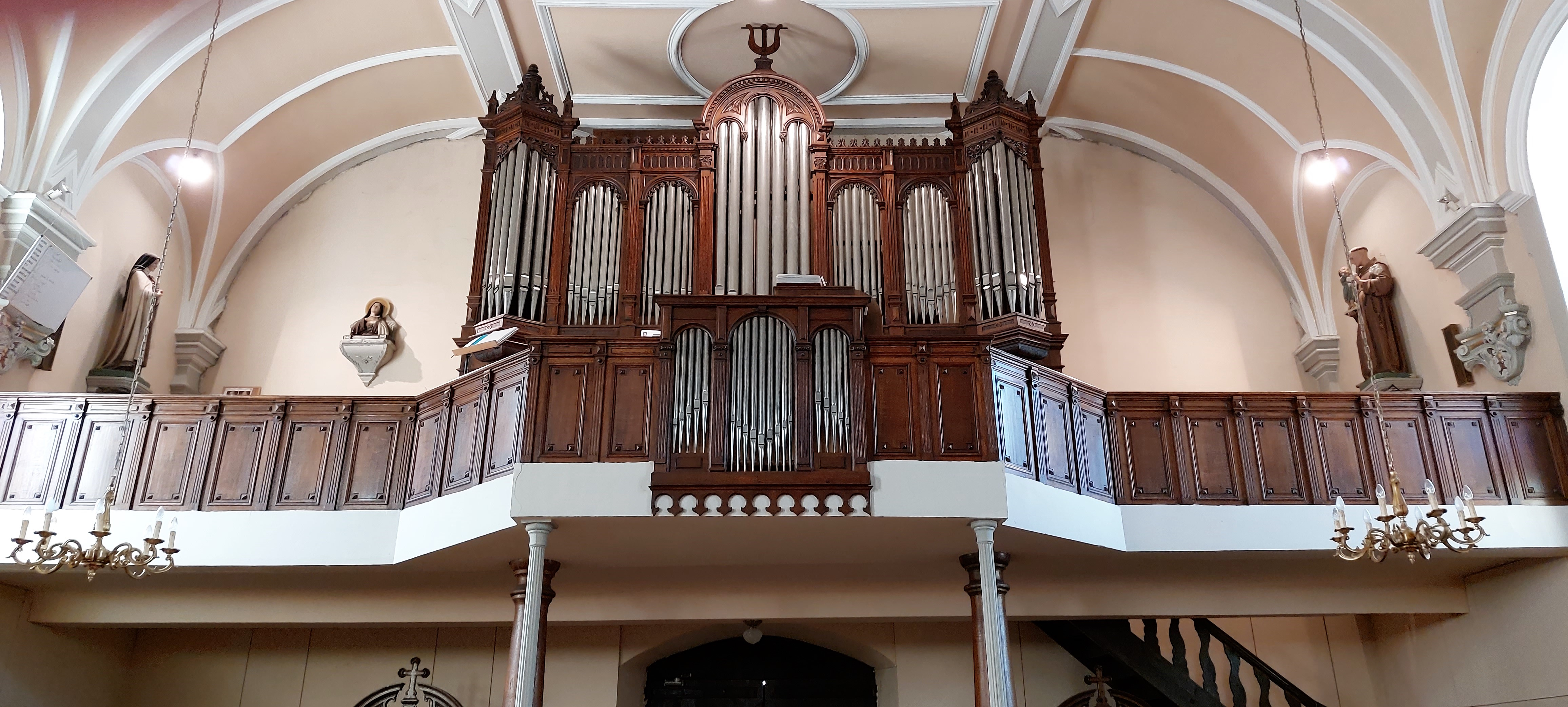
Orgue de l'église St-Marc.
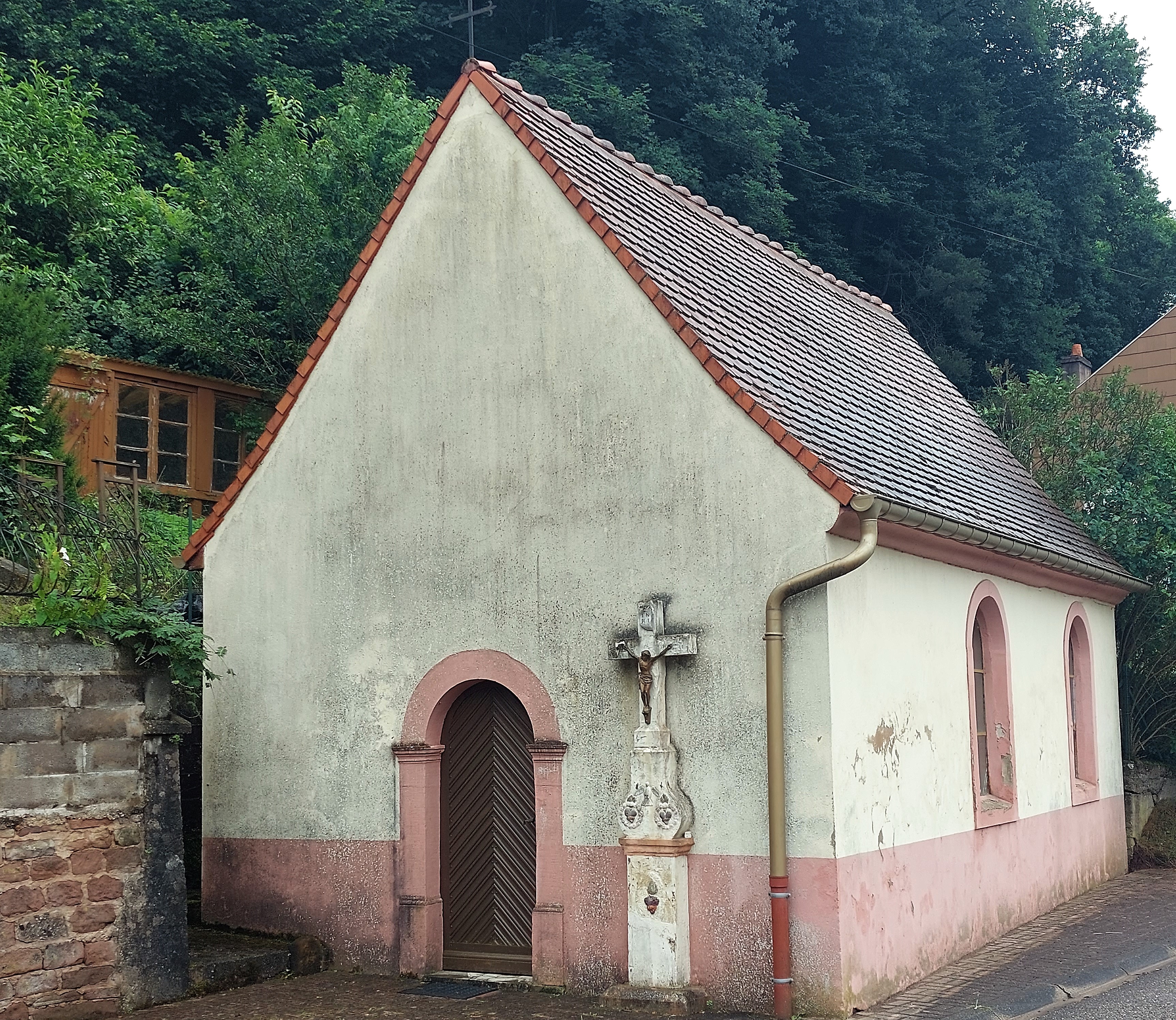
Chapelle de la Sainte-Trinité.
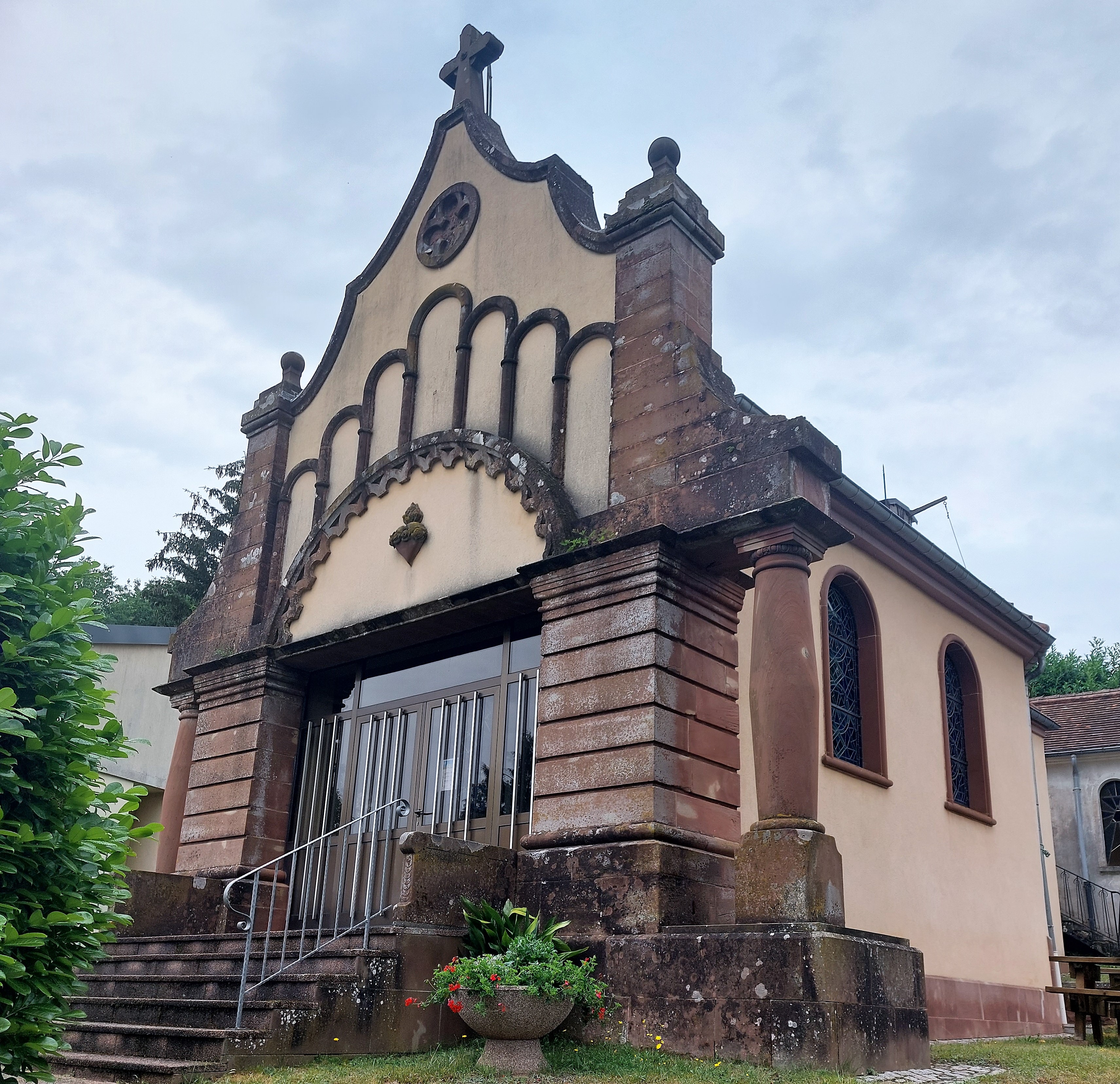
Chapelle Notre-Dame de Fatima.

### Lieux et monuments
Patrimoine religieux :
- L'église paroissiale Saint-Marc, construite à flanc de coteau[36].

Le mobilier de l'église paroissiale Saint-Marc.
Verrières hagiographiques.
Ensemble du maître-autel.
Autel.
Statue du Christ en croix,.
Statue de saint Joseph et l'Enfant Jésus.
Statue de saint Marc.
Statue de la Vierge à l'Enfant.
Statue de la Vierge de l'Immaculée Conception.
Statue d'Ange.
Chaire à prêcher.
Lustre.
- Chapelle Notre-Dame-de-Fatima[50].

Le mobilier de la chapelle de la Trinité.
Statue du Christ en croix.
Tableau de la Trinité.
Orgue Buffet Franz Staudt (1900) et instrument Haerpfer-Erman (1958).
- La chapelle de la Sainte-Trinité à l'écart de Frohmühl[55].

Statue du Christ en croix.
Tableau de la Trinité.
Le mobilier de la chapelle de la Trinité.
- Le sanctuaire marial Notre-Dame-de-Fatima à l'écart de Holbach.

Statue Vierge dite Notre-Dame du Raedel

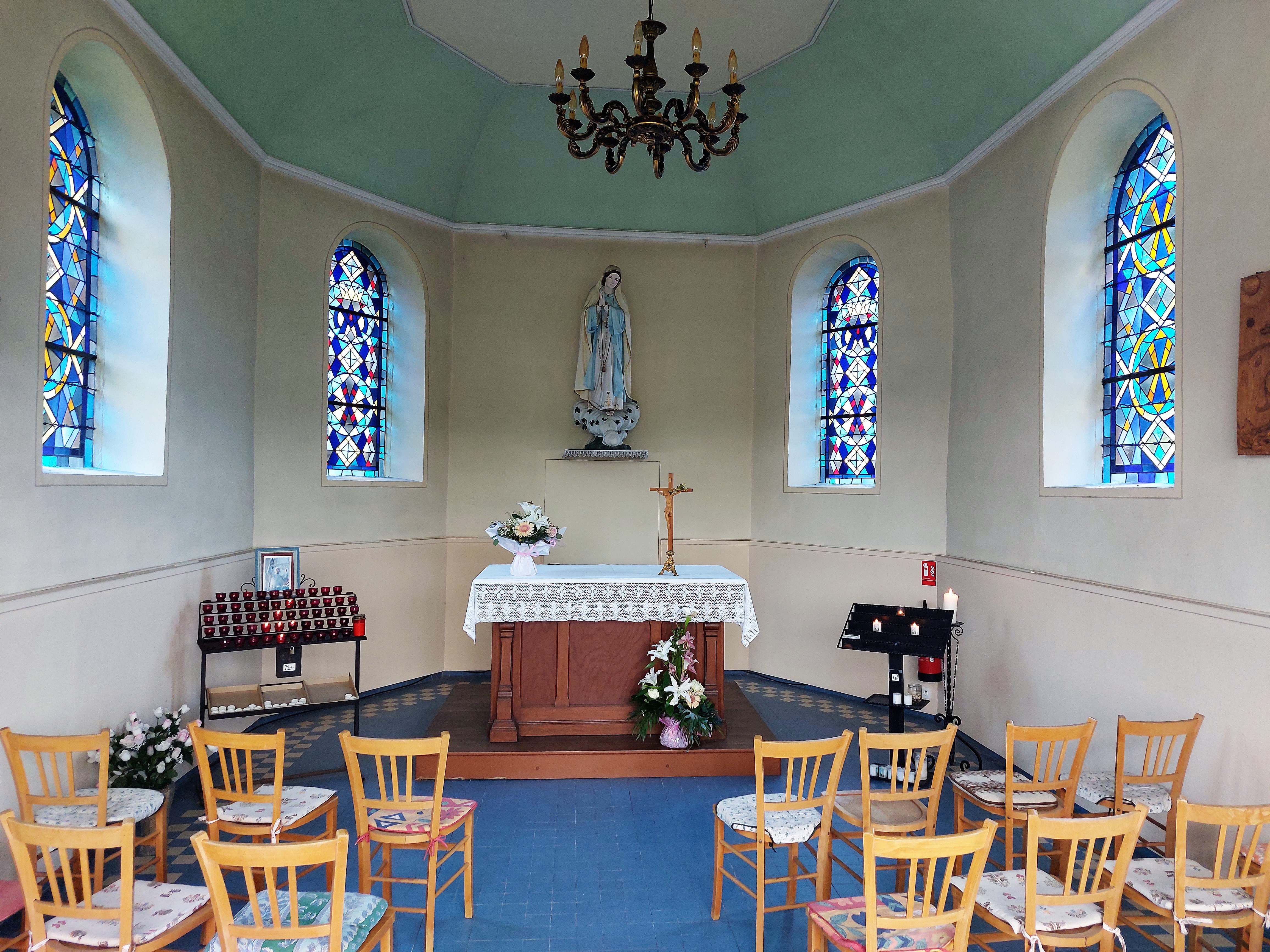
Intérieur chapelle Notre Dame de Fatima.
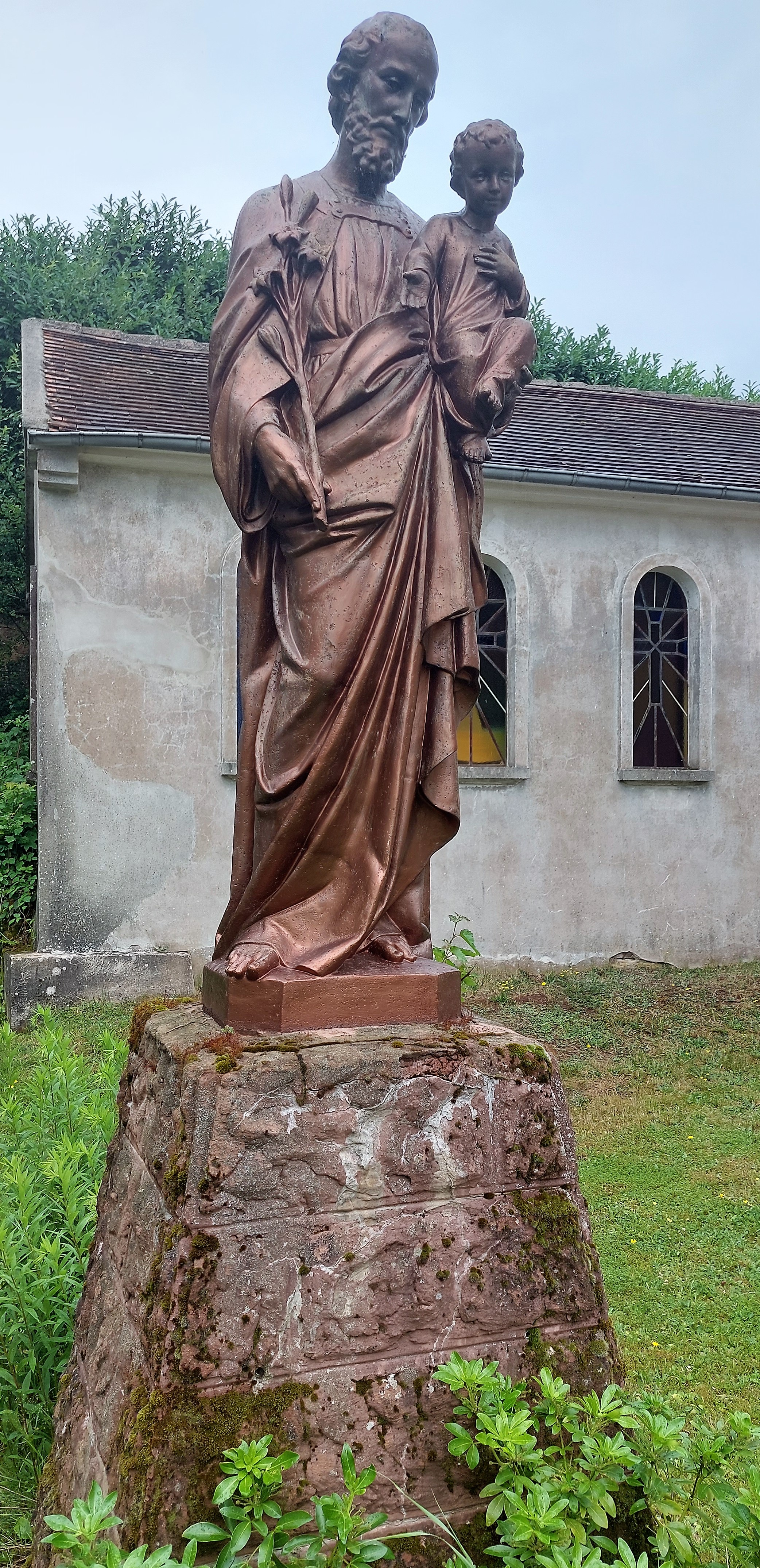
Statue Joseph chapelle Notre Dame de Fatima.
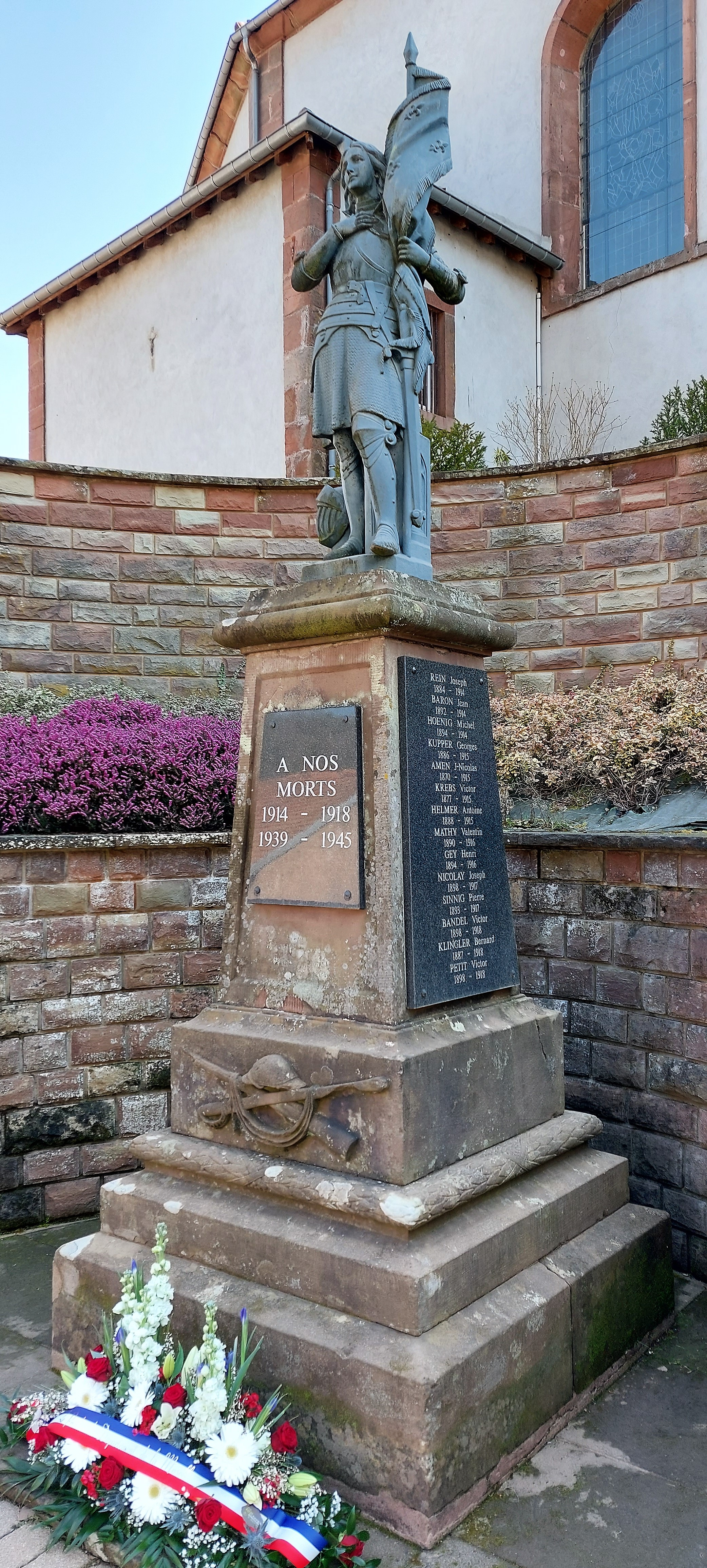
Monument aux morts de 14-18 et 39-45.
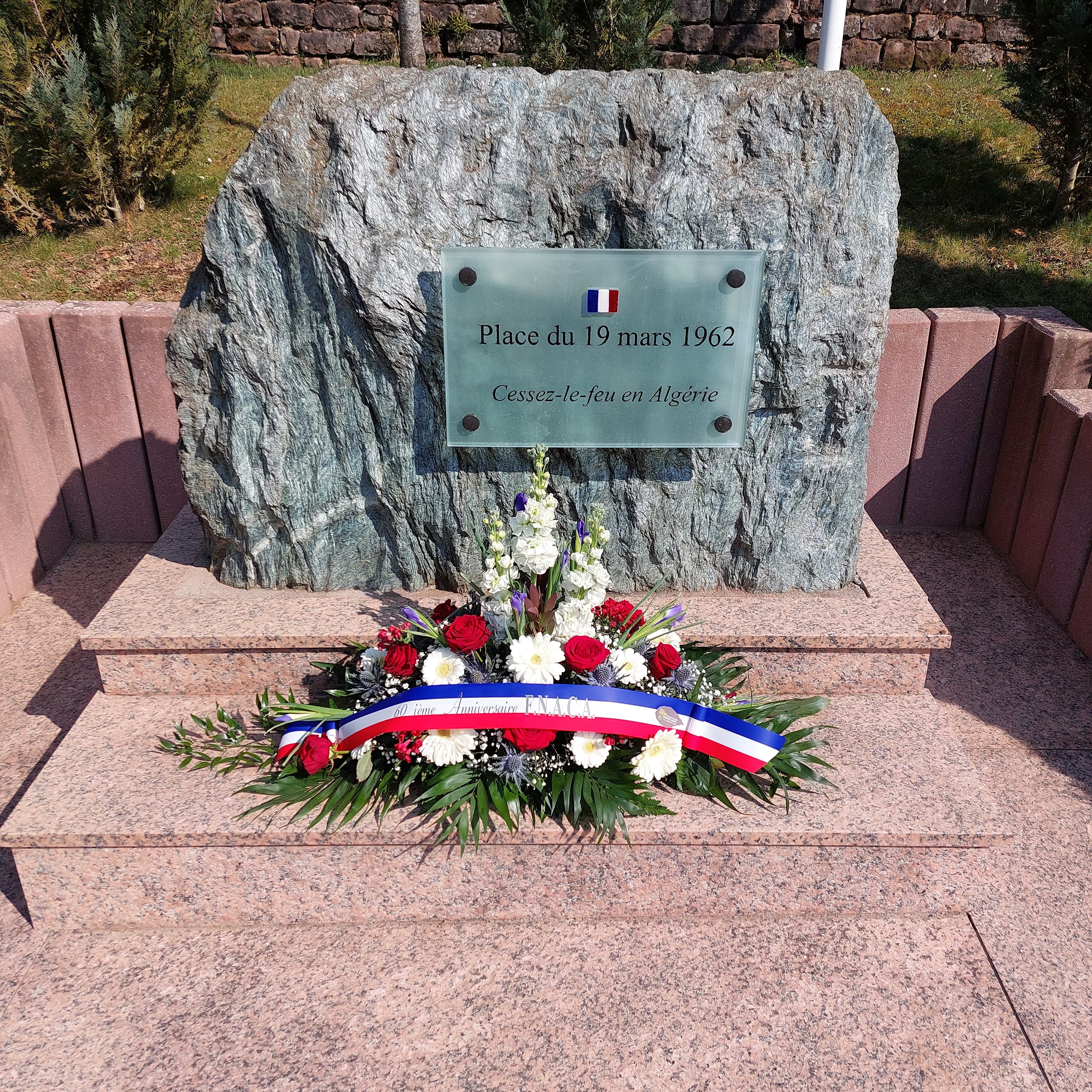
Mémorial guerre algérie
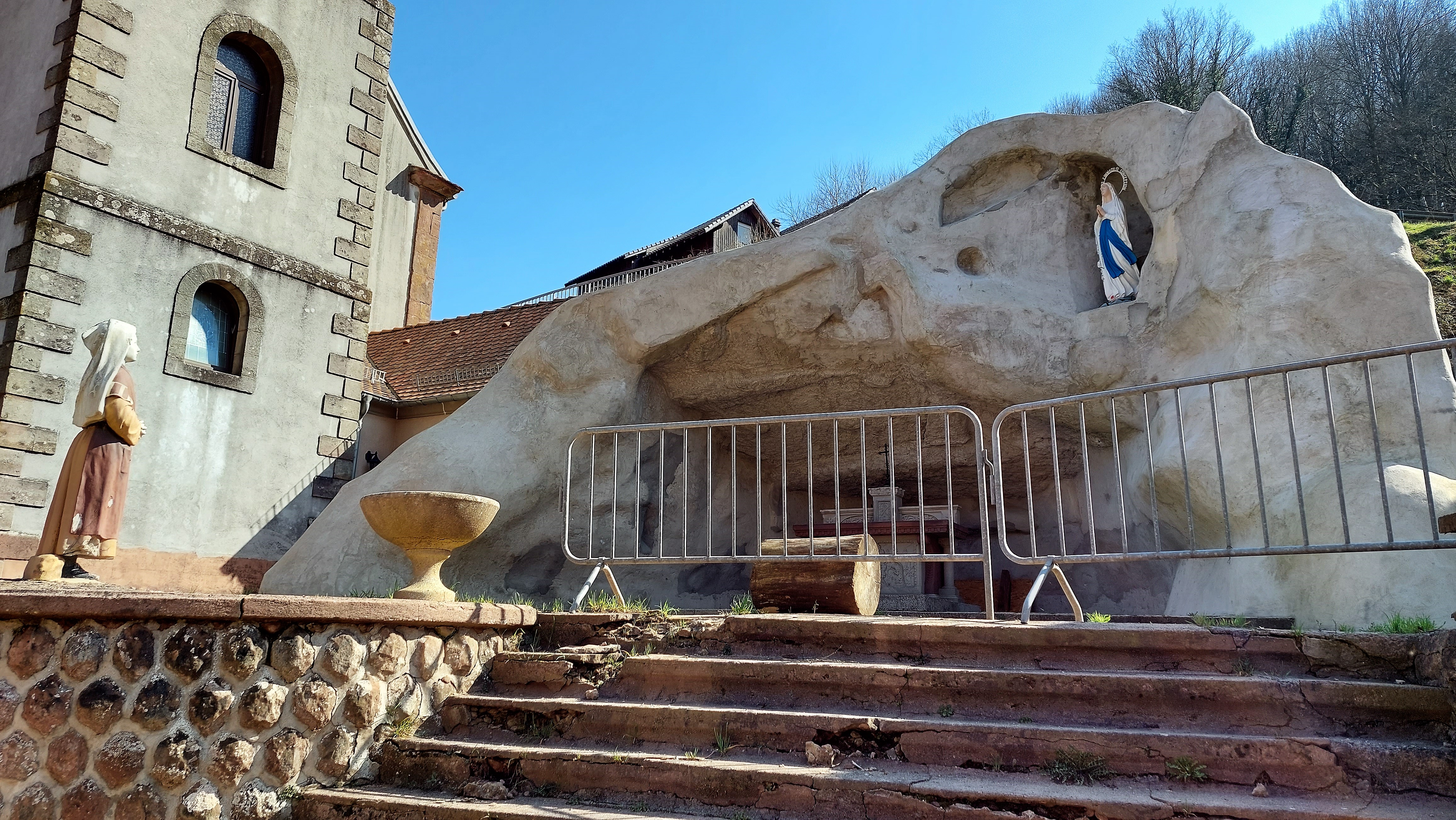
Grotte de Lourdes.

- Grotte de Lourdes[60],[61].
- Croix monumentales[62],[63],[64],[65],[66],[67],[68],[69],[70],
- Croix de chemin[71],[72],
- Croix de cimetière[73].
- Statue de saint Jean Népomucène[74].
- Demi-relief de la Vierge de Pitié[75].
- Monument aux morts[76] : Conflits commémorés : Guerres 1914-1918 - 1939-1945.

Autres patrimoines :
- Le Simserhof, ouvrage majeur de la Ligne Maginot.
- Fontaine[77].
- Moulin à farine dit Rothmüuhl ou Moulin Rouge[78].
- Meule[79].
- Ferme de 1777[80]

### Personnalités liées à la commune
- Frère Adam Finck (décédé en 1778) , dernier ermite de la chapelle sainte Vérène à Enchenberg[81].

### Héraldique
| Blason de Siersthal | Blason  | Coupé d'or à la bande de gueules chargée de trois alérions d'argent, et de gueules au lion de saint Marc d'or. |
| Blason de Siersthal | Détails | Le statut officiel du blason reste à déterminer.                                                               |

## Sources et bibliographie
- Les moulins et scieries du Pays de Bitche, Joël Beck, 1999.
- Rohrbach-lès-Bitche et son canton, Joël Beck, 1988.
- Le canton de Rohrbach-lès-Bitche, Joël Beck, 2004.
- Le Pays de Bitche 1900-1939, Joël Beck, 2005.
- Siersthal sur le site du Bitscherland
- Siersthal sur le site des Pays de Bitche et de la Sarre
- Chiffres clés publiés par l'institut national de la statistique et des études économiques (INSEE). Dossier complet
- Inventaire national du patrimoine naturel de la commune